# Dennis und Jesko
Dennis und Jesko (Untertitel: Die Sketchköppe) war eine Sketch-Comedyshow, die 2009 bis 2012 im NDR Fernsehen ausgestrahlt wurde. 2010 wurde die Sendung für den deutschen Comedypreis in der Kategorie Beste Sketchcomedy nominiert.

## Inhalt und Konzept
Die Hauptdarsteller Dennis Kaupp und Jesko Friedrich, zugleich Autoren und Regisseure der Sendung, schlüpfen in verschiedene, meist typisch norddeutsche Rollen, wie etwa Bauern oder Kapitäne. Dennis Kaupp mimt, bedingt durch seine Herkunft, auch öfter süddeutsche Figuren.
Am 15. November 2009 wurde mit der Ausstrahlung der ersten Staffel begonnen, in den Wochen zuvor liefen unter demselben Namen jedoch neun Best-of-Folgen, in denen Material aus vergangenen Produktionen von Kaupp und Friedrich gezeigt wurde. Die zweite, aus acht Folgen bestehende Staffel feierte am 19. Dezember 2010 Premiere und lief unter dem Titel Dennis und Jesko – Die Sketchköppe. Sie erinnert an das britische Format Little Britain. Die dritte und letzte Staffel startete am 31. Dezember 2011 und endete 2012.
In der ersten Staffel hatte die Countryband Truck Stop mehrere Gastauftritte, in der zweiten Heinz Hoenig, Ex-Nachrichtensprecher Jo Brauner, Koch Tim Mälzer, die Musiker Gotthilf Fischer und Tony Marshall und die NDR-Moderatoren Bettina Tietjen, Carlo von Tiedemann und Caren Miosga. In der dritten Staffel waren Moderator Jean Pütz sowie erneut Hoenig, Brauner und Tietjen zu Gast.

### Wiederkehrende Inhalte
- Großmaulrevier – Eine Parodie auf das Großstadtrevier, Jesko Friedrich als Fiete Börnsen, Dennis Kaupp als Dörte Petzold.
- Jean-Jacques Bidet – Eine Parodie auf das Kulturprogramm des Senders arte, Jean-Jacques Bidet (Jesko Friedrich) interpretiert gesellschaftliche Themen (zum Beispiel Genmanipulation oder Kühlschrankmagneten) auf tänzerische Art.
- Herr der Ringe – Eine Parodie auf Der Herr der Ringe, Jesko Friedrich als der Hobbit, Dennis Kaupp als Legoland (Parodie auf Legolas), Robert Missler als Gundolf (Parodie auf Gandalf). In dieser Reihe erschien auch die Musikvideoparodie Nur ein Ork zum Lied Nur ein Wort der deutschen Musikgruppe Wir sind Helden.
- Günter Nüssle (Dennis Kaupp) ist ein schwäbischer Familienvater, Betrüger und Hochstapler aus Böblingen, der sich in Norddeutschland unter anderem als Watt- und Fremdenführer ausgibt und seine Mitmenschen um Geld und Schmuck erleichtert. Auch als Rundfunkgebührenbeauftragter der GEZ ist er trickreich unterwegs. Ferner übt er sich als Liegeradfahrer und Kitesurfer ohne Brett und Segel.
- Fiete Börnsen und Dörte Petzhold – Fiete Börnsen (Jesko Friedrich) und Dörte Petzhold (Dennis Kaupp) sind zwei Polizisten, die in den meisten Folgen die Kriminelle Frau Schnackenburger jagen.

Als Running Gag platzt Frau Schnackenburger (Hildegard Riese-Kling), eine ältere Dame, in diverse Sketche herein und wird stets mit einem „Frau Schnackenburger, das ist nicht Ihr Sketch!“ nach wenigen Sekunden wieder hinausbefördert.

## Produktion
Die erste Staffel wurde im Sommer 2009 an verschiedenen Orten in Niedersachsen (u. a. in der Lüneburger Heide und in Hannover) und Hamburg gedreht. Die Dreharbeiten für die zweite Staffel fanden zwischen Mai und August 2010 an diversen Orten in Schleswig-Holstein und Niedersachsen sowie Hamburg statt. Die dritte Staffel wurde von August bis September 2011 in Hamburg, Tremsbüttel, Jork, Wedel, Glückstadt und Scharbeutz gedreht.

## Nominierungen für Auszeichnungen
- 2010 – nominiert für den Deutschen Comedypreis in der Kategorie Beste Sketchcomedy[1]
- 2011 – nominiert für den Grimme-Preis in der Kategorie Unterhaltung[2][3]